# Jean David Boerner
Pour les articles homonymes, voir Boerner.
Jean David Boerner, né le 13 septembre 1762 à Ravensbourg (Saint-Empire romain germanique), mort le 4 mai 1829  à Nordheim (Bas-Rhin), est un général français de la Révolution et de l’Empire.

## États de service
Il entre en service le 1er mai 1780, comme soldat au 92e régiment d'infanterie, et il fait les campagnes des îles Sous-le-Vent de 1780 à 1783. il passe sergent fourrier le 10 septembre 1785, et de 1788 à 1790, il sert dans les îles de France et de La Réunion. 
Il est nommé sergent-major le 1er janvier 1791, sous-lieutenant le 5 septembre 1792, adjudant-major le 2 novembre 1792 et capitaine le 21 février 1793. Chef de bataillon le 10 juin 1796, il est élevé au grade de chef de brigade provisoire par le général Hédouville lors de l'expédition de Saint-Domingue le 19 février 1798. 
Le 27 août 1803, il passe adjudant commandant et il est promu général de brigade au service du roi de Westphalie le 30 décembre 1807. Le 1er janvier 1808, il prend le commandement du département de la Werra, et le 23 février 1809, il prend la tête d'une brigade de son département puis il rejoint l'armée d'Espagne. 
Il est admis à la retraite le 5 octobre 1809, avec autorisation d'en jouir en France, et une ordonnance royale du 15 novembre 1814, le confirme dans son grade de général de brigade, et le met en retraite à la même date.
Il meurt le 4 mai 1829, à Nordheim.

## Distinctions
- Légion d'honneur
  - Chevalier de la Légion d'honneur le 5 février 1804
  - Officier de la Légion d'honneur le 14 juin 1804
  - Commandeur de la Légion d’honneur le 25 décembre 1805.
- Chevalier de l’Empire le 15 juillet 1810 (lettres patentes).

## Armoiries
| Armoiries | Nom du chevalier et blasonnement |
| --------- | --- |
|           | Chevalier Jean David Boerner et de l'Empire, lettres patentes du 15 juillet 1810. Parti au premier d'argent au bassin de sable soutenu de sinople d'où s'élance un jet d'eau d'azur ; au deuxième d'azur à l'épée haute en pal d'argent : champagne du tiers de l'écu de gueules au signe des chevaliers légionnaires - Livrées : blanc, bleu, rouge. |

## Dotation
- Le 19 mars 1808, il reçoit une Dotation de 2 000 francs de rente annuelle sur la Westphalie.

## Sources
- Vicomte Révérend, Armorial du premier empire, tome 4, Honoré Champion, libraire, Paris, 1897, p. 67.
- (en) « Generals Who Served in the French Army during the Period 1789 - 1814: Eberle to Exelmans »
- Thierry Pouliquen, « Les généraux français et étrangers ayant servis [sic] dans la Grande Armée » (consulté le 1er juin 2015)
- « La noblesse d’Empire » (consulté le 1er juin 2015)
- « Cote LH/266/33 », base Léonore, ministère français de la Culture
- A. Lievyns, Jean Maurice Verdot, Pierre Bégat, Fastes de la Légion-d'honneur, biographie de tous les décorés accompagnée de l'histoire législative et réglementaire de l'ordre, Tome 4, Bureau de l’administration, 1844, 640 p. (lire en ligne), p. 584.